# Karl Kreuzer
Karl Friedrich Kreuzer (* 4. November 1934 in Sigmaringen) ist ein deutscher Rechtswissenschaftler und ehemaliger Hochschullehrer.

## Leben
Nach dem Studium der Rechtswissenschaften an den Universitäten Freiburg im Breisgau, Göttingen, Poitiers und Paris legte Karl Kreuzer 1959 in Freiburg das Erste Juristische Staatsexamen ab. Anschließend arbeitete er dort zunächst als wissenschaftliche Hilfskraft, ab 1961 als wissenschaftlicher Mitarbeiter. 1964 promovierte er dort bei Ernst von Caemmerer zum Dr. iur. Nach einer Tätigkeit als akademischer Oberrat vollendete Kreuzer ebenfalls unter Betreuung von Ernst von Caemmerer 1972 seine Habilitation mit der ungedruckten Schrift Culpa in Contrahendo und Verkehrspflichten – Ein rechtsvergleichender Beitrag zur Begrenzung der Haftung nach Vertragsrecht. Anschließend arbeitete er als wissenschaftlicher Mitarbeiter des damaligen Präsidenten des Bundesverfassungsgerichts, Ernst Benda.
1974 vertrat Kreuzer einen Lehrstuhl an der Universität Heidelberg. Noch im selben Jahr trat er eine Professur an der Universität Münster an, wechselte aber bereits 1975 an die Universität Stuttgart-Hohenheim. Von 1979 bis 1989 hatte er eine Professur an der Universität Konstanz inne. Von 1989 bis zu seiner Emeritierung 2001 war Kreuzer Inhaber eines Lehrstuhls am Institut für Rechtsvergleichung der Universität Würzburg. Zudem war Kreuzer Dozent an der Haager Akademie für Völkerrecht.

## Wirken und Werke (Auswahl)
Kreuzers Forschungsschwerpunkte lagen vor allem im internationalen Recht und der Rechtsvergleichung mit dem Hauptaugenmerk auf dem internationalen Schuld- und Vertragsrecht. darüber hinaus publizierte er auch zum nationalen und internationalen Wirtschaftsrecht.
- Das internationale Privatrecht des Warenkaufs in der deutschen Rechtsprechung. Metzner, Frankfurt am Main 1964 (Dissertation).
- Ausländisches Wirtschaftsrecht vor deutschen Gerichten. C.F. Müller, Heidelberg 1986, ISBN 978-3-8114-2586-6.
- Notariats- und Gerichtskosten bei der Hofübergabe. Heymanns, Köln 1987, ISBN 978-3-452-21182-8.
- Die grenzüberschreitende Mobilität von Gesellschaften im Gemeinsamen Markt. Europa-Institut, Saarbrücken 1994.